# Episinus cognatus
Episinus cognatus är en spindelart som beskrevs av Octavius Pickard-Cambridge 1893.
Episinus cognatus ingår i släktet Episinus och familjen klotspindlar. Inga underarter finns listade i Catalogue of Life.